# OTI 1986
La XV edición del Gran Premio de la Canción Iberoamericana o el Festival de la OTI se celebró el 15 de noviembre de 1986 en el Teatro Municipal de Santiago en Chile. Fue televisado a más de 300 millones de espectadores en 22 países. Sus presentadores fueron Pamela Hodar y César Antonio Santis.

## Desarrollo
En esta edición del festival merece el especial atención, en primer lugar, por ser la única ocasión en que España, el país fundador de la OTI, no asiste a la competencia debido a que el gobierno socialista de Felipe González quiso de este modo manifestar su repudio a la dictadura militar chilena encabezada por Augusto Pinochet. El retiro de España fue oficializado mediante un telegrama enviado por Televisión Española a la OTI el 16 de julio de 1986.
Y en segundo lugar, porque tras la interpretación del tema representante de los Estados Unidos, y cuando aún faltaban por interpretar los temas de Uruguay y Canadá (este último en su primera participación en el festival) se produjo un corte de luz por algo más de quince minutos con motivo de la explosión de una bomba explosiva en una torre de luz, colocada por el movimiento extremista de izquierda Frente Patriótico Manuel Rodríguez. Sin embargo, tras unos minutos sin luz, el servicio de electricidad fue repuesto y se pudo continuar con el festival.
Se destaca la presentación de Cheo Zorrilla en representación a la República Dominicana, quien como compositor alcanzara el segundo lugar en el Festival de la OTI de 1983; al igual que en el Festival de la OTI de 1984, otra canción de la autoría del integrante de Los Tres Sudamericanos Casto Darío Martínez como es Papá que es interpretada por Rocío Cristal y en representación a Paraguay, pues en esta ocasión dirigió la orquesta para su canción; el cantautor Pancho Puelma en representación a Chile y quien interpretaría una canción llamada Desde las nubes, pues sería un artista de su país de gran fama en los años venideros; y el conocido cantante de tangos Hugo Marcel en representación a Argentina, interpretaría una canción llamada A ti no te ha dicho. 
En el primer lugar fue obtenido por el tema representante de los Estados Unidos en lo que fue su primera victoria en el Festival de la OTI, con una canción de corte pacifista obra de Vilma Planas titulada Todos e interpretada por la puertorriqueña Damaris Carbaugh, el uruguayo Eduardo Fabiani y el estadounidense de origen hondureño Miguel Ángel Guerra. En el segundo lugar fue para México, ganador del año anterior, y en el tercer lugar fue para Argentina.

## Jurado internacional
- Verónica Castro
- Jimmy Osmond
- Don Francisco
- Gloria del Paraguay
- Sandro
- Betty Pino
- Antonio Prieto
- Nydia Caro
- Manuela Furtado (presidenta)

## Participantes
| País                 | Título de la canción                                    | Título de la canción         |
| País                 | Artista                                                 | Idioma                       |
| -------------------- | ------------------------------------------------------- | ---------------------------- |
| Argentina            | «A ti no te ha dicho»                                   | «A ti no te ha dicho»        |
| Argentina            | Hugo Marcel                                             | Español                      |
| Bolivia              | «Para tocar lo más profundo»                            | «Para tocar lo más profundo» |
| Bolivia              | Carlos Alejandro Suárez                                 | Español                      |
| Canadá               | «Vamos a la fiesta»                                     | «Vamos a la fiesta»          |
| Canadá               | Ricky Campbell                                          | Español                      |
| Chile                | «Desde las nubes»                                       | «Desde las nubes»            |
| Chile                | Pancho Puelma                                           | Español                      |
| Colombia             | «Ausencia»                                              | «Ausencia»                   |
| Colombia             | Noemí                                                   | Español                      |
| Costa Rica           | «Bendito seas, varón»                                   | «Bendito seas, varón»        |
| Costa Rica           | Cristina Gutiérrez                                      | Español                      |
| Ecuador              | «Pobres niños, pobre mundo»                             | «Pobres niños, pobre mundo»  |
| Ecuador              | Tania López                                             | Español                      |
| El Salvador          | «Pensálo dos veces, Martín»                             | «Pensálo dos veces, Martín»  |
| El Salvador          | Jaime Turich                                            | Español                      |
| Estados Unidos       | «Todos»                                                 | «Todos»                      |
| Estados Unidos       | Damaris Carbaugh, Miguel Ángel Guerra y Eduardo Fabiani | Español                      |
| Guatemala            | «Amistad y esperanza»                                   | «Amistad y esperanza»        |
| Guatemala            | Rodolfo Yela                                            | Español                      |
| Honduras             | «Soy como soy»                                          | «Soy como soy»               |
| Honduras             | Víctor Donayre                                          | Español                      |
| México               | «Color de rosa»                                         | «Color de rosa»              |
| México               | Prisma                                                  | Español                      |
| Panamá               | «Quizás no es el momento»                               | «Quizás no es el momento»    |
| Panamá               | Paulette                                                | Español                      |
| Paraguay             | «Papá»                                                  | «Papá»                       |
| Paraguay             | Rocío Cristal                                           | Español                      |
| Perú                 | «Aprenderé»                                             | «Aprenderé»                  |
| Perú                 | Francesco Petrozzi                                      | Español                      |
| Portugal             | «Adeus à praia»                                         | «Adeus à praia»              |
| Portugal             | Carlos Pedro                                            | Portugués                    |
| Puerto Rico          | «Tú y yo solos, nadie más»                              | «Tú y yo solos, nadie más»   |
| Puerto Rico          | Maggy                                                   | Español                      |
| República Dominicana | «Sol de la noche»                                       | «Sol de la noche»            |
| República Dominicana | Cheo Zorrilla                                           | Español                      |
| Uruguay              | «Somos valientes»                                       | «Somos valientes»            |
| Uruguay              | Miguel Ángel Montiel                                    | Español                      |
| Venezuela            | «Un nuevo amanecer»                                     | «Un nuevo amanecer»          |
| Venezuela            | Nilda López                                             | Español                      |

## Resultados
</FONT

| #                                         | País                 | Artista(s)                                              | Canción                    | Posición |
| ----------------------------------------- | -------------------- | ------------------------------------------------------- | -------------------------- | -------- |
| 1                                         | México               | Prisma                                                  | De color de rosa           | 2        |
| 2                                         | Costa Rica           | Cristina Gutiérrez                                      | Bendito seas, varón        |          |
| 3                                         | Perú                 | Francesco Petrozzi                                      | Aprenderé                  |          |
| 4                                         | Paraguay             | Rocío Cristal                                           | Papá                       |          |
| 5                                         | El Salvador          | Jaime Turich                                            | Pensálo dos veces, Martín  |          |
| 6                                         | República Dominicana | Cheo Zorrilla                                           | Sol de la noche            |          |
| 7                                         | Bolivia              | Carlos Alejandro Suárez                                 | Para tocar lo más profundo |          |
| 8                                         | Colombia             | Noemí                                                   | Ausencia                   |          |
| 9                                         | Ecuador              | Tania López                                             | Pobres niños, pobre mundo  |          |
| 10                                        | Chile                | Pancho Puelma                                           | Desde las nubes            |          |
| 11                                        | Argentina            | Hugo Marcel                                             | A ti no te ha dicho        | 3        |
| 12                                        | Puerto Rico          | Maggy                                                   | Tú y yo solos, nadie más   |          |
| 13                                        | Guatemala            | Rodolfo Yela                                            | Amistad y esperanza        |          |
| 14                                        | Panamá               | Paulette                                                | Quizás no es el momento    |          |
| 15                                        | Portugal             | Carlos Pedro                                            | Adeus à praia              |          |
| 16                                        | Honduras             | Víctor Donayre                                          | Soy como soy               |          |
| 17                                        | Venezuela            | Nilda López                                             | Un nuevo amanecer          |          |
| 18                                        | Estados Unidos       | Damaris Carbaugh, Miguel Ángel Guerra y Eduardo Fabiani | Todos                      | 1        |
| 19                                        | Uruguay              | Miguel Ángel Montiel                                    | Somos valientes            |          |
| 20                                        | Canadá               | Ricky Campbell                                          | Vamos a la fiesta          |          |
| Lugar: Teatro Municipal - Santiago, Chile |                      |                                                         |                            |          |